# Wesermünde
Wesermünde era una città tedesca, esistita dal 1924 al 1947 nella provincia prussiana di Hannover, oggi parte della città di Bremerhaven.

## Storia
La città di Wesermünde era formata dall'unione delle città di Geestemünde e di Lehe, che avevano conosciuto un forte incremento demografico a causa della loro posizione, limitrofa alla città portuale di Bremerhaven (appartenente al Land di Brema).
La nuova città assunse il nome di Wesermünde (letteralmente "foce della Weser") a causa della sua situazione geografica, e costituì un circondario urbano nel distretto governativo di Stade, provincia di Hannover.
Nel 1927 vennero annessi a Wesermünde i comuni di Schiffdorferdamm, Speckenbüttel e Weddewarden.
Nel 1939 venne annessa a Wesermünde la città di Bremerhaven.
Il 21 gennaio 1947 la città venne reintegrata nel Land di Brema e ribattezzata Bremerhaven per la crescente importanza assunta dalla città alla quale si era unita amministrativamente.

## Società

### Evoluzione demografica
Il 31/12/1944 la città di Wesermünde contava 110 982 abitanti.